# 21161 Yamashitaharuo
21161 Yamashitaharuo este o planetă minoră (asteroid), cu un diametru de 18,98 km, din centura de asteroizi. A fost descoperită pe 15 octombrie 1993 la Kitami Observatory⁠(d) de Kin Endate. 
Obiectul prezintă o orbită caracterizată de o semiaxă mare de 3,1672683 UAi, o excentricitate de 0,05, o înclinație de 13,8625 ° în raport cu ecliptica.